# Ga Công viên Lịch sử Amsa
Ga Công viên Lịch sử Amsa (Tiếng Hàn: 암사역사공원역, Hanja: 岩寺歷史公園驛) là ga tàu điện ngầm trên Tuyến Byeollae thuộc Tàu điện ngầm Seoul tuyến 8 ở Arisu-ro, Gangdong-gu, Seoul.

## Lịch sử
- 6 tháng 10 năm 2015: Khởi công xây dựng
- 10 tháng 8 năm 2024: Khai trương[2]

## Bố trí ga
| Công viên hồ Jangja ↑ |
| \| N/B                |
| ↓ Amsa                |

| Hướng Bắc | ● Tuyến 8 | ← Hướng đi Guri · Byeollae                       |
| Hướng Nam | ● Tuyến 8 | → Hướng đi Cheonho · Jamsil · Bokjeong · Moran → |

## Xung quanh nhà ga
- Công viên cộng đồng Gangdong
- Di tích Seoul Amsa-dong
- Trường trung học Seonseon
- Gangdong Hyundai Hometown APT
- Trường trung học cơ sở Sinam
- Trường trung học cơ sở Gangil
- Công viên khu phố Amsa